# Mario Scarpetta
Mario Scarpetta (Roma, 4 dicembre 1953 – Napoli, 14 novembre 2004) è stato un attore italiano.

## Biografia
Mario Scarpetta nacque a Roma il 4 dicembre 1953 da Maria Stalimene e da Eduardo Scarpetta, figlio di Vincenzo Scarpetta, a sua volta figlio di Eduardo Scarpetta, il creatore del teatro dialettale moderno e autore di commedie quali Miseria e nobiltà. Fu sposato con Maria Basile, da cui ebbe i figli Carolina ed Eduardo, anch'egli attore (1993).

### Teatro
Nel 1972 lasciò l'università, dove era iscritto alla facoltà di chimica, per debuttare in teatro con il prozio Eduardo De Filippo come comparsa muta nella commedia Le bugie con le gambe lunghe. Rimase nella compagnia di Eduardo per tre anni passando via via a ruoli maggiori; in quegli anni fece anche l'esperienza delle registrazioni televisive, sempre con Eduardo. Nel 1977 lasciò la compagnia De Filippo per lavorare con Armando Pugliese ne I vermi di Francesco Mastriani e in Circo equestre Sgueglia di Raffaele Viviani, e ancora con Roberto De Simone in Festa di Piedigrotta, sempre di Viviani.
Nel 1979 diventò impresario teatrale, allestendo alcune commedie del bisnonno. Debuttò con 'O scarfalietto, cui seguirono Tre pecore viziose; 'O miedeco dei pazzi; 'Na Santarella e Miseria e nobiltà, chiamando accanto a sé attori quali Dolores Palumbo, Giuseppe Anatrelli, Pasquale Esposito e un giovane Giampaolo Fabrizio. L'avventura durò tre anni.
Dal 1983 riprese ad essere scritturato da altri impresari, ultimo dei quali Gianni Pinto, interpretando e curando quasi sempre la regia degli spettacoli allestiti.
Nel 1988 partecipò al Festival di Edimburgo con Miseria e nobiltà. Lavorò con Lina Wertmüller nel cinema e come aiuto regista per la commedia Amore e magia nella cucina di mammà, che partecipò al Festival di Spoleto; con Carlo Giuffré, con Luca De Filippo; con Toni Servillo ne Le false confidenze di Marivaux; in Uscita d'emergenza di Mario Santanelli con la regia di Bruno Cirino.
Nel 1993 interpretò al fianco di Luca De Filippo Aspettando Godot di Samuel Beckett e, con la regia di Mario Martone, «I dieci comandamenti» di Raffaele Viviani. Dopo aver commemorato, nel 2002 al Teatro Cilea di Napoli, i 150 anni dalla nascita del bisnonno, Eduardo Scarpetta, mettendo in scena un inedito dello stesso Scarpetta, «Feliciello e Feliciella», rappresentazione alla quale partecipò anche il figlio Eduardo, mise in scena il primo lavoro scritto da lui. Si tratta di una riduzione dal film di Totò La banda degli onesti, Per la rappresentazione la stessa Liliana de Curtis ebbe parole di elogio. Nello stesso anno portò in scena Sogno di una notte di mezza sbornia di Eduardo De Filippo. Nel 2003 mise in scena anche due atti unici di Peppino De Filippo, Don Rafele 'o trumbone e Cupido scherza e spazza.

### Cinema
Mario Scarpetta lavorò anche nel cinema, partendo da un ruolo secondario in Amici miei di Mario Monicelli (era il vigile che subiva la supercazzola). Proseguì negli anni, prendendo parte a l'Italia s'è rotta (1976) di Steno; Grazie tante arrivederci (1977) di Mauro Ivaldi; La fine del mondo nel nostro solito letto in una notte piena di pioggia (1978) e Fatto di sangue fra due uomini per causa di una vedova. Si sospettano moventi politici (1978) di Lina Wertmüller; La patata bollente (1979) e Banana Joe (1982) di Steno; Sotto.. sotto.. strapazzato da anomala passione (1984) di Lina Wertmüller; Se lo scopre Gargiulo (1988) di Elvio Porta; Ferie d'agosto (1995) di Paolo Virzì; Aitanic (2000) di Nino D'Angelo; La porta delle 7 stelle (2005) di Pasquale Pozzessere.

### Televisione
Mario Scarpetta frequentò anche gli studi televisivi. Negli anni 1974 e 1975 partecipò, come membro della compagnia De Filippo, alla registrazione delle commedie di Scarpetta: Lu curaggio de nu pumpiere napulitano; 'Na Santarella'Na Santarella; Li nepute de lu sinneco; 'O tuono 'e marzo e a quelle dello stesso Eduardo Gli esami non finiscono mai e Uomo e galantuomo. Del 1981 sono le riprese televisive di tre commedie scarpettiane: 'O scarfalietto; Tre pecore viziose e 'O miedeco dei pazzi. Nel 1984 interpretò Antonio Petito nello sceneggiato televisivo Antonio Petito, artista comico e partecipò allo spettacolo «Taranto story». Prese parte a due serie poliziesche La squadra e La omicidi con Massimo Ghini.

### La morte improvvisa
Morì improvvisamente la mattina del 14 novembre 2004, all’età di 50 anni, all’ospedale dei Pellegrini di Napoli, dove era ricoverato a seguito di un malore, pochi giorni prima di un intervento chirurgico previsto in una clinica tedesca per la rimozione di un tumore alle corde vocali.

## Filmografia parziale
- Amici miei, regia di Mario Monicelli (1975)
- L'Italia s'è rotta, regia di Steno (1976)
- Grazie tante arrivederci, regia di Mauro Ivaldi (1977)
- Fatto di sangue fra due uomini per causa di una vedova. Si sospettano moventi politici, regia di Lina Wertmüller (1978)
- La fine del mondo nel nostro solito letto in una notte piena di pioggia, regia di Lina Wertmüller (1978)
- La patata bollente, regia di Steno (1979)
- Banana Joe, regia di Steno (1982)
- Sotto.. sotto.. strapazzato da anomala passione, regia di Lina Wertmüller (1984)
- L'amara scienza, regia di Nicola De Rinaldo (1985)
- Un complicato intrigo di donne, vicoli e delitti, regia di Lina Wertmüller (1986)
- Se lo scopre Gargiulo, regia di Elvio Porta (1988)
- Sabato, domenica e lunedì, regia di Lina Wertmüller (1990)
- Ferie d'agosto, regia di Paolo Virzì (1995)
- Il manoscritto di Van Hecken, regia di Nicola De Rinaldo (1999)
- Aitanic, regia di Nino D'Angelo (2000)
- La porta delle 7 stelle, regia di Pasquale Pozzessere (2005)
- Sulla mia pelle, regia di Valerio Jalongo (2005)

## Doppiatori italiani
- Dante Biagioni in Amici miei
- Angelo Nicotra in La patata bollente